# Víctor Jara
Víctor Lidio Jara Martínez (San Ignacio, 28 de septiembre de 1932-Santiago de Chile, 16 de septiembre de 1973) fue un músico, cantautor, profesor, escritor y director de teatro chileno.
La figura de Víctor Jara es un referente internacional de la canción de protesta, aunque él nunca se sintió del todo identificado con esa definición. Fue uno de los más emblemáticos del movimiento músico-social llamado «Nueva canción chilena», y uno de los pilares en la música latinoamericana.
Tras el golpe de Estado que derrocó al gobierno de Salvador Allende el 11 de septiembre de 1973, Jara fue detenido al día siguiente por las Fuerzas Armadas de la dictadura militar recién establecida, debido a su militancia en el Partido Comunista de Chile. Fue torturado y brutalmente golpeado, le quebraron las costillas a patadas y fracturaron sus manos a culatazos. Según relatan testigos, mientras le propinaban insultos y en medio de la brutal golpiza, sus verdugos se burlaban de él pidiéndole que tocase ahora su guitarra. Tras cuatro días, fue asesinado con más de cuarenta disparos en el antiguo Estadio Chile que, con el retorno de la democracia, fue renombrado «Estadio Víctor Jara».

## Biografía

### Infancia
Víctor Jara nació el 28 de septiembre de 1932. Su lugar de nacimiento es controvertido. Algunas fuentes señalan que nació en el pueblo de San Ignacio, que formaba parte del entonces Departamento de Bulnes. Otras fuentes señalan el pueblo de Quiriquina, uno de los cuatro que conforman la comuna de San Ignacio. En cualquier caso, habría nacido dentro de la provincia de Ñuble. Luego, de pequeño, se habría trasladado con su familia a Lonquén.
Al respecto, existe la grabación de una entrevista que dio el cantautor en Moscú en 1970:

Yo nací en el sur de Chile, en la provincia de Ñuble, es una provincia muy lluviosa y también sacudida por terremotos. Mis padres eran inquilinos de un fundo y mi madre fue la que me estimuló en la música porque ella cantaba, en la casa siempre había una guitarra. Más adelante, cuando yo contaba con unos doce años y por razones de trabajo, nos acercamos a la capital.
Víctor Jara

Nació en el seno de una familia de padres campesinos, caracterizada por un arraigado folclore. Su padre, Manuel Jara, se dedicaba a las tareas del campo, y su madre, Amanda Martínez, originaria del sur de Chile, además de dedicarse a las labores domésticas, tocaba la guitarra y cantaba. Víctor tenía cuatro hermanos: María, Georgina (Coca), Eduardo (Lalo) y Roberto.
Por causa de las necesidades familiares, Víctor se vio obligado desde niño a ayudar a la familia en los trabajos del campo. Influenciado por su madre, tomó también contacto a temprana edad con la música, además de asistir al colegio.

### Juventud
La familia se trasladó a la población Los Nogales, donde coincidieron con Julio y Humberto Morgado, compañeros de Víctor en la escuela primaria. La familia Morgado proporcionó a Víctor, quien abandonó sus estudios, un trabajo en una fábrica de muebles, ayudando al padre de sus compañeros en su trabajo de transportista. Cuando contaba con 15 años, falleció su madre, lo que significó la disolución del núcleo familiar. Paralelamente, fue pareja de la actriz Gabriela Medina durante tres años.
Por consejo de un sacerdote, ingresó en el seminario de la Congregación del Santísimo Redentor, en San Bernardo. Víctor recordó así su decisión:

Para mí fue una decisión muy importante ingresar en el seminario. Al pensarlo ahora, desde una perspectiva más dura, creo que lo hice por razones íntimas y emocionales, por la soledad y la desaparición de un mundo que hasta entonces había sido sólido y perdurable, simbolizado por un hogar y el amor de mi madre. Yo ya estaba relacionado con la Iglesia, y en aquel momento busqué refugio en ella. Entonces pensaba que ese refugio me guiaría hacia otros valores y me ayudaría a encontrar un amor diferente y más profundo que quizá compensaría la ausencia de amor humano. Creía que hallaría ese amor en la religión, dedicándome al sacerdocio.
Víctor Jara

Dos años después de su ingreso, abandonó el seminario al comprobar su falta de vocación, tras haber practicado allí el canto gregoriano y la interpretación de la liturgia. Tras dejar el seminario, prestó su servicio militar obligatorio como conscripto en la Escuela de Infantería del Ejército de Chile.

### Comienzos artísticos
Después de cumplir el servicio militar, ingresó en el coro de la Universidad de Chile, participando en el montaje de Carmina burana, comenzando así su trabajo de investigación y recopilación folclórica. Con 24 años se unió a una compañía teatral, la Compañía de Mimos de Noisvander, e inició los estudios de actuación y dirección en la Escuela de Teatro de la Universidad de Chile. A modo de anécdota, como no tenía dónde dormir, pernoctaba en inmediaciones de la escuela.
En 1957, ingresó en el conjunto folclórico Cuncumén y conoció a la cantautora Violeta Parra, quien lo animó a continuar su carrera musical.
Con 27 años, en 1959 dirigió su primera obra de teatro: Parecido a la felicidad, de Alejandro Sieveking, haciendo giras por varios países latinoamericanos. Como solista del grupo Cuncumen, grabó su primer disco, un sencillo que contenía dos villancicos chilenos. Al año siguiente, participó como asistente de dirección en el montaje de la obra teatral La viuda de Apablaza, de Germán Luco Cruchaga, cuyo director era Pedro de la Barra, y dirigió la obra La mandrágora, de Maquiavelo. En 1961, viajó como director artístico de Cuncumén por Países Bajos, Francia, Unión Soviética, Checoslovaquia, Polonia, Rumania y Bulgaria.
En 1961 compuso su primera canción, Paloma quiero contarte y continuó trabajando como asistente de dirección en el montaje de La madre de los conejos, de Alejandro Sieveking. Al año siguiente, en 1962, dirigiría para el Instituto de Teatro de la Universidad de Chile (ITUCH) la obra Ánimas de día claro, también de Sieveking.
Grabó con Cuncumén el LP Folclore chileno, con dos canciones propias: «Paloma quiero contarte» y «La canción del minero», en la época en que comenzó a desempeñar la función de director en la Academia de Folclore de la Casa de la Cultura de Ñuñoa, labor que desempeñaría hasta 1968. Desde esa época, y hasta 1970, formó parte del equipo estable de directores del ITUCH, además de trabajar, entre 1964 y 1967, como profesor de actuación en la universidad.
También llevó a cabo, bien como asistente de dirección o como director, varios montajes, entre ellos uno para el canal de televisión de la Universidad de Chile, realizando además una gira por Argentina, Uruguay y Paraguay con la citada Ánimas de día claro, de Sieveking. En 1963 fue asistente de dirección de Atahualpa del Cioppo en el montaje de El círculo de tiza caucasiano, de Bertolt Brecht, protagonizada por Marés González para el ITUCH.
Compaginó su actividad teatral con la composición musical, y en 1965 dirigió La remolienda, de Sieveking, así como el montaje de La maña, de Ann Jellicoe, por las que recibió el Laurel de Oro y el Premio de la Crítica del Círculo de Periodistas.

### Cantautor

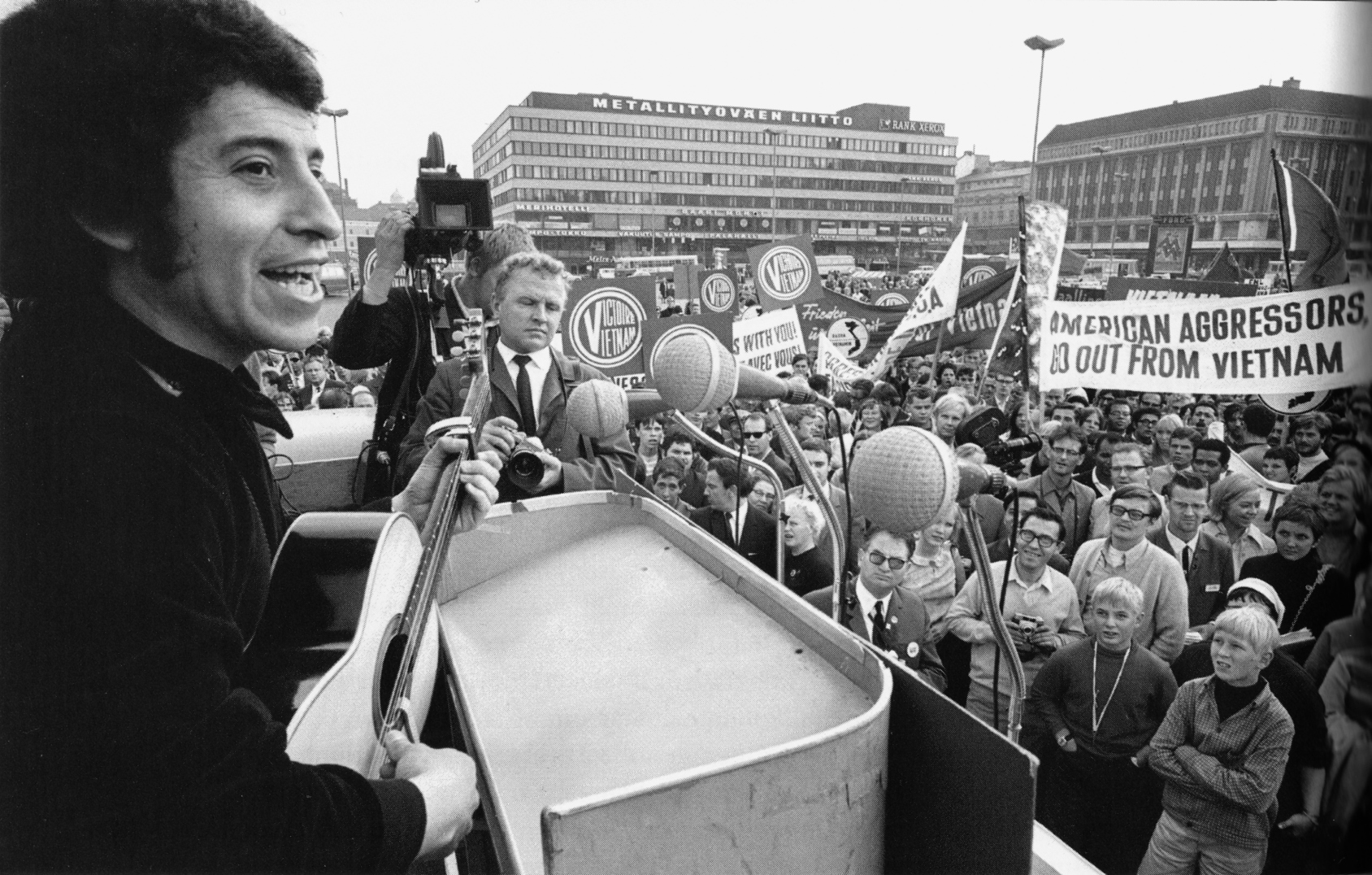
Jara actuando en Helsinki en una protesta contra la guerra de Vietnam (1969).

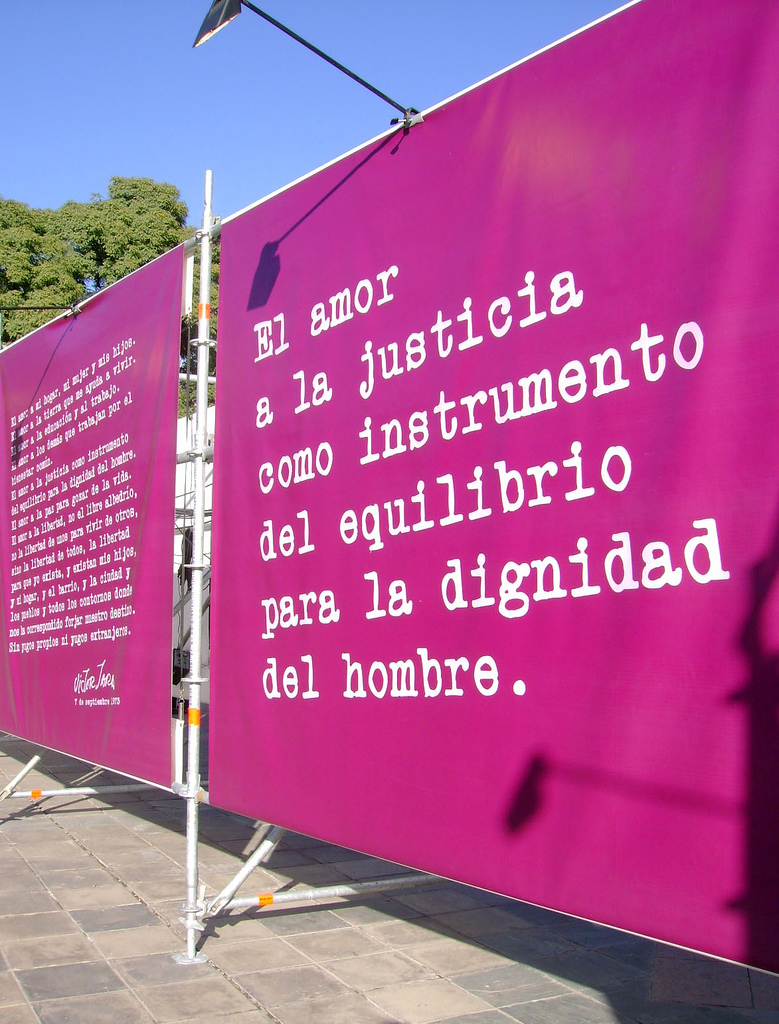
«El amor a la justicia como instrumento del equilibrio para la dignidad del hombre», oración de Víctor Jara.

Ejerció como director artístico del grupo Quilapayún entre 1966 y 1969, y hasta 1970 actuó como solista en la Peña de los Parra. Sin abandonar el teatro, en 1966 grabó su primer LP como solista, Víctor Jara, editado por la empresa discográfica Arena. Con la filial chilena de Emi-Odeón grabó el año siguiente Canciones folclóricas de América, junto con Quilapayún.
En 1969, llevó a cabo el montaje de Antígona, de Sófocles, para la compañía de la Escuela de Teatro de la Universidad Católica. Con la canción «Plegaria a un labrador» ganó el primer premio en el primer festival de la Nueva Canción Chilena, y viajó a Helsinki para participar en un acto mundial en protesta por la guerra de Vietnam, además de Pongo en tus manos abiertas. A este álbum pertenece el tema «Preguntas por Puerto Montt», inspirado en la masacre de Pampa Irigoin (Puerto Montt), en la que murieron once personas (incluido un niño de tres meses) durante la represión policial del gobierno de Eduardo Frei Montalva. En esa canción criticó duramente al ministro del Interior Edmundo Pérez Zújovic, quien el 8 de junio de 1971 sería asesinado por el grupo de extrema izquierda Vanguardia Organizada del Pueblo (VOP):

Usted debe responder, señor Pérez Zújovic, por qué al pueblo indefenso, contestaron con fusil. Señor Pérez, su conciencia la enterró en un ataúd y no limpiará sus manos toda la lluvia del sur.

En Berlín en 1970, participó en la Conversación Internacional de Teatro y en Buenos Aires en el I Congreso de Teatro Latinoamericano. En esa época, participó en la campaña electoral de la Unidad Popular y presentó el álbum Canto libre.
Al asumir Salvador Allende como presidente de Chile, Jara fue nombrado embajador cultural, y en 1971 compuso la música, junto con Celso Garrido Lecca, para el ballet Los siete estados, de Patricio Bunster que se puso en el Ballet Nacional (Banch). Junto con Isabel Parra e Inti-Illimani, entró en el Departamento de Comunicaciones de la Universidad Técnica del Estado. Con la discográfica Dicap, editó el disco El derecho de vivir en paz, que le valió el Laurel de Oro a la mejor composición del año.
Trabajó como compositor de música para continuidad en la Televisión Nacional de Chile de 1972 a 1973, e investigó y recopiló testimonios en Herminda de la Victoria, en los cuales basaría su disco La población. También viajó a la Unión Soviética y a Cuba, y dirigió el homenaje a Pablo Neruda por la obtención del Premio Nobel.
Los campesinos de Ránquil lo invitaron a la realización de una obra musical sobre el lugar, y dentro de su compromiso social, participó parte en los trabajos voluntarios para impedir la paralización del país causada por una huelga de camioneros.
Ese compromiso lo llevará en 1973 a diferentes actos a favor de los candidatos de la Unidad Popular durante la campaña electoral para las elecciones al parlamento y, respondiendo a un llamado de Neruda, colaboró como director y cantante en un ciclo de programas de televisión contra la guerra y el fascismo. Trabajó en simultáneo en la preparación de varios álbumes que no podría grabar, de los que alcanzó a realizar solo Canto por travesura.
Su última presentación lo dio en el canal de televisión peruano Panamericana Televisión el 17 de julio de 1973.

## Tortura y asesinato

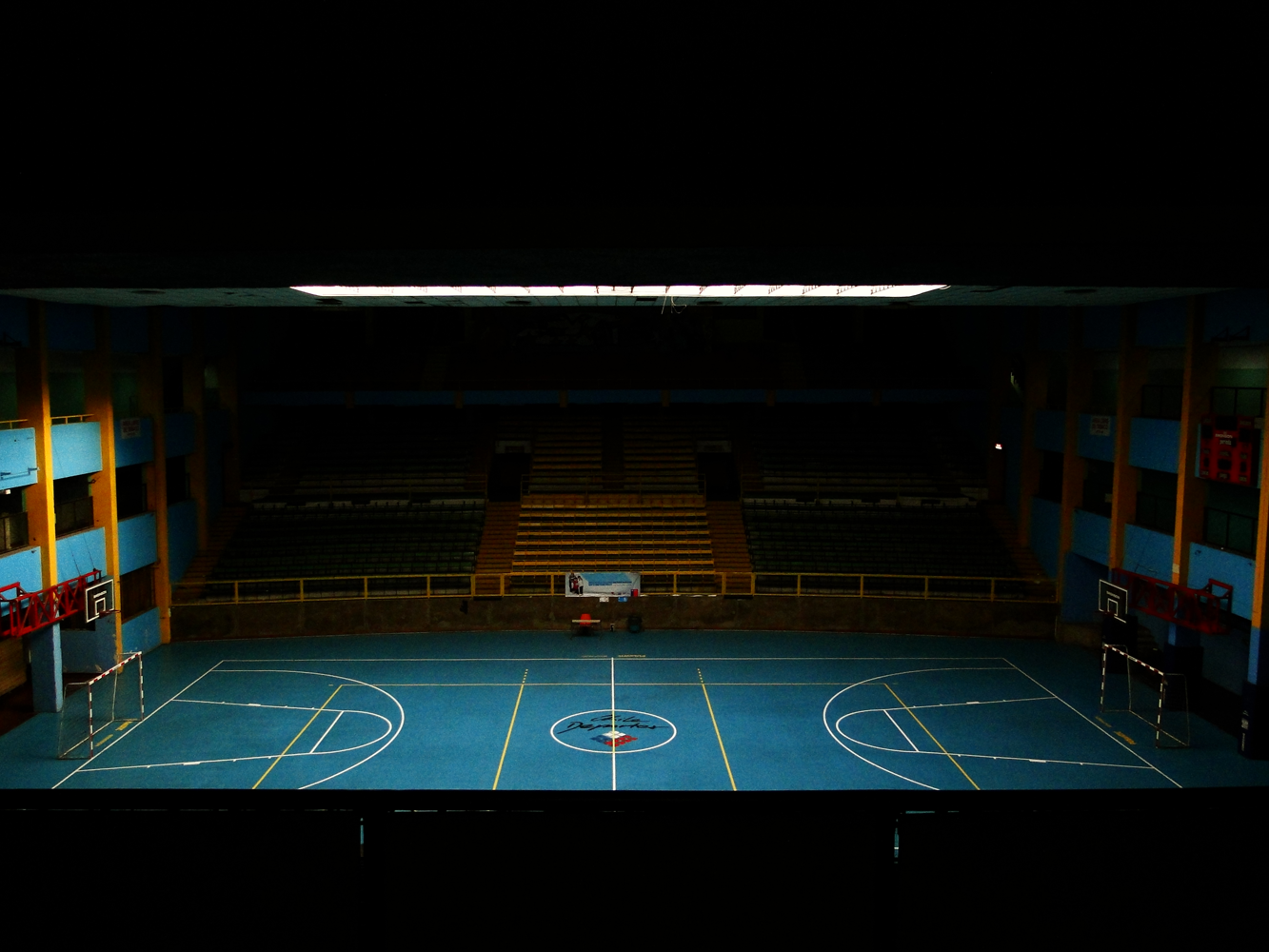
Vista del Estadio Víctor Jara en la actualidad, lugar donde fue asesinado el artista.

El golpe de Estado del 11 de septiembre de 1973, encabezado por una junta militar contra el presidente Salvador Allende, lo sorprendió en la Universidad Técnica del Estado, donde fue detenido, un día después, junto a otros profesores y alumnos. Lo llevaron al Estadio Chile, convertido en campo de concentración por los militares (actual Estadio Víctor Jara, lugar en el que hay una placa en su honor con su último poema), donde permaneció cuatro días. Lo torturaron durante horas, le fracturaron las manos a culatazos, lo sometieron a simulacros de fusilamiento y lo mantuvieron aislado sin alimentos. El 16 de septiembre lo acribillaron y el cuerpo fue encontrado el día 19 por vecinos de la Población Santa Olga en las cercanías del Cementerio Metropolitano, con 44 impactos de bala, junto a los cuerpos de Littré Quiroga, director de Gendarmería, y Eduardo «Coco» Paredes, director de la Policía de Investigaciones (PDI).
Durante su internamiento en el Estadio Chile escribió su último poema y testimonio «Somos cinco mil», también conocido como «Estadio Chile».

### Reconocimiento del asesinato

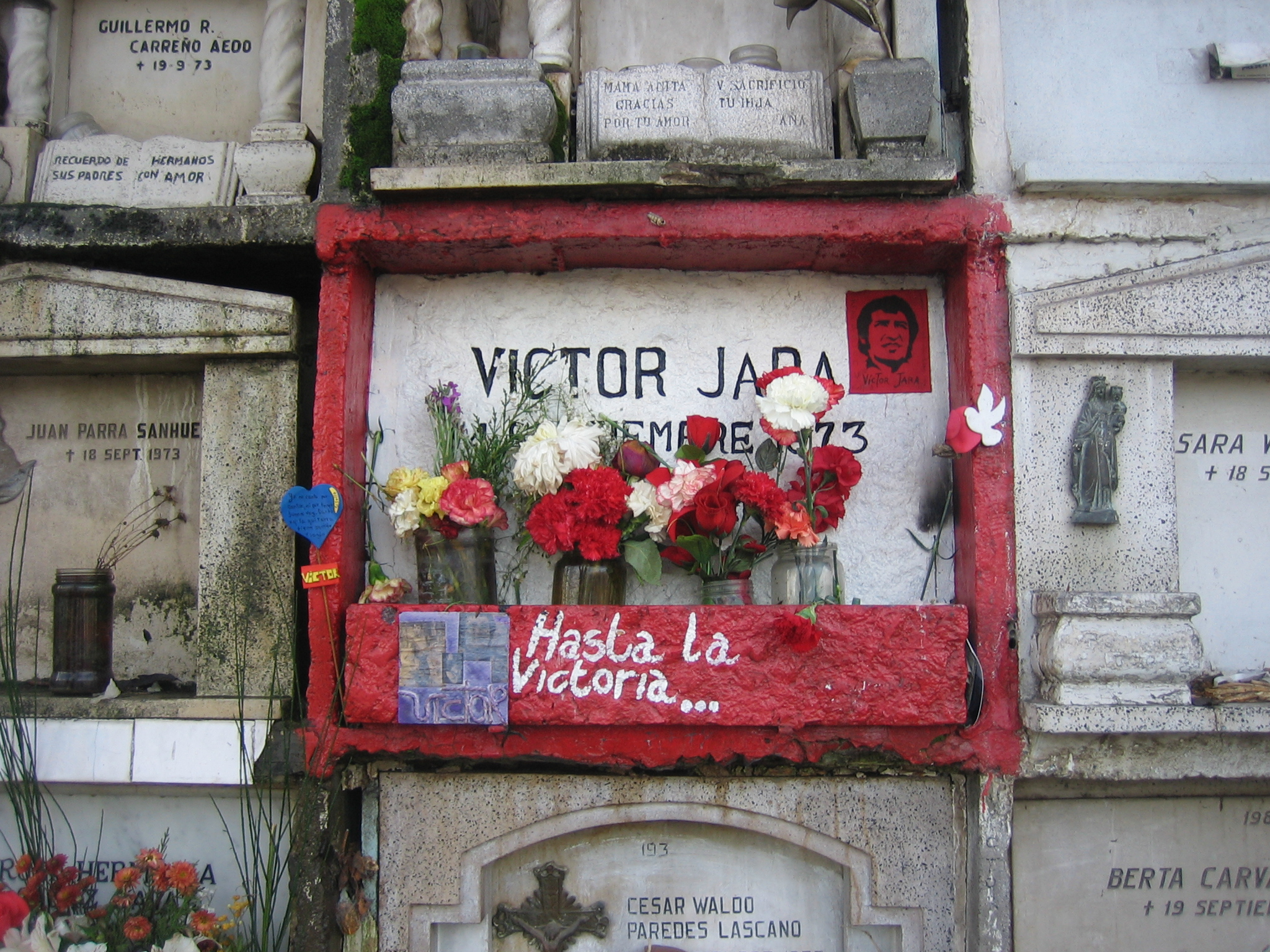
La tumba de Víctor Jara en el Cementerio General de Santiago.

En 1990, la Comisión de Verdad y Reconciliación determinó que Jara fue acribillado con 44 disparos el 16 de septiembre de 1973 en el Estadio Chile y que fue arrojado a unos matorrales en los alrededores del Cementerio Metropolitano (en su costado norte se extiende el parque Víctor Jara), a orillas de la carretera 5 Sur. Luego fue llevado al depósito de cadáveres, donde le asignaron las siglas NN, y donde más tarde sería identificado por su esposa, la coreógrafa de origen británico Joan Turner. Sus restos fueron enterrados en el Cementerio General. La viuda, años después, mencionaría que el diario chileno La Segunda, al día siguiente del entierro, publicó un párrafo que daba a entender que Jara había muerto sin violencia y que su sepelio había sido de carácter privado.
Como homenaje a su memoria, treinta años después del golpe militar, en septiembre de 2003, se puso su nombre al hasta entonces Estadio Chile.
El 29 de mayo de 2009, la Corte de Apelaciones de Santiago de Chile ratificó el encarcelamiento del exsoldado José Paredes Márquez, quien fue acusado del asesinato del cantante. En el momento de la ejecución, Paredes Márquez era un recluta del ejército chileno que tenía 18 años. Paredes Márquez confesó la coautoría del asesinato, y confirmó que a Jara se le fracturaron las manos a culatazos en los interrogatorios. Declaró que cuando le tirotearon, Jara ya había fallecido, debido a un disparo en la cabeza efectuado por un oficial de ejército, por lo que el juez encargado del caso ordenó la exhumación de sus restos, con el fin de practicarle una segunda autopsia.
En junio de 2009 se exhumaron por orden judicial los restos mortales de Jara para la realización de un estudio que determinara las causas precisas de la muerte. En la exhumación participó el antropólogo forense español Francisco Etxeberria. El 27 de noviembre, la Fundación Víctor Jara hizo público el resultado del estudio. Según el mismo, efectuado por el Servicio Médico Legal y ratificado por el Instituto Genético de Innsbruck, el artista murió a consecuencia de «múltiples fracturas por heridas de bala que provocaron un choque hemorrágico en un contexto de tipo homicida» y que fue golpeado y torturado durante su paso por el Estadio Chile, donde estuvo detenido. El texto destaca que se encontraron más de treinta lesiones óseas producto de fracturas provocadas por heridas de proyectil y otras provocadas por objetos contundentes, diferentes a las heridas de bala.

### Estudio judicial del asesinato

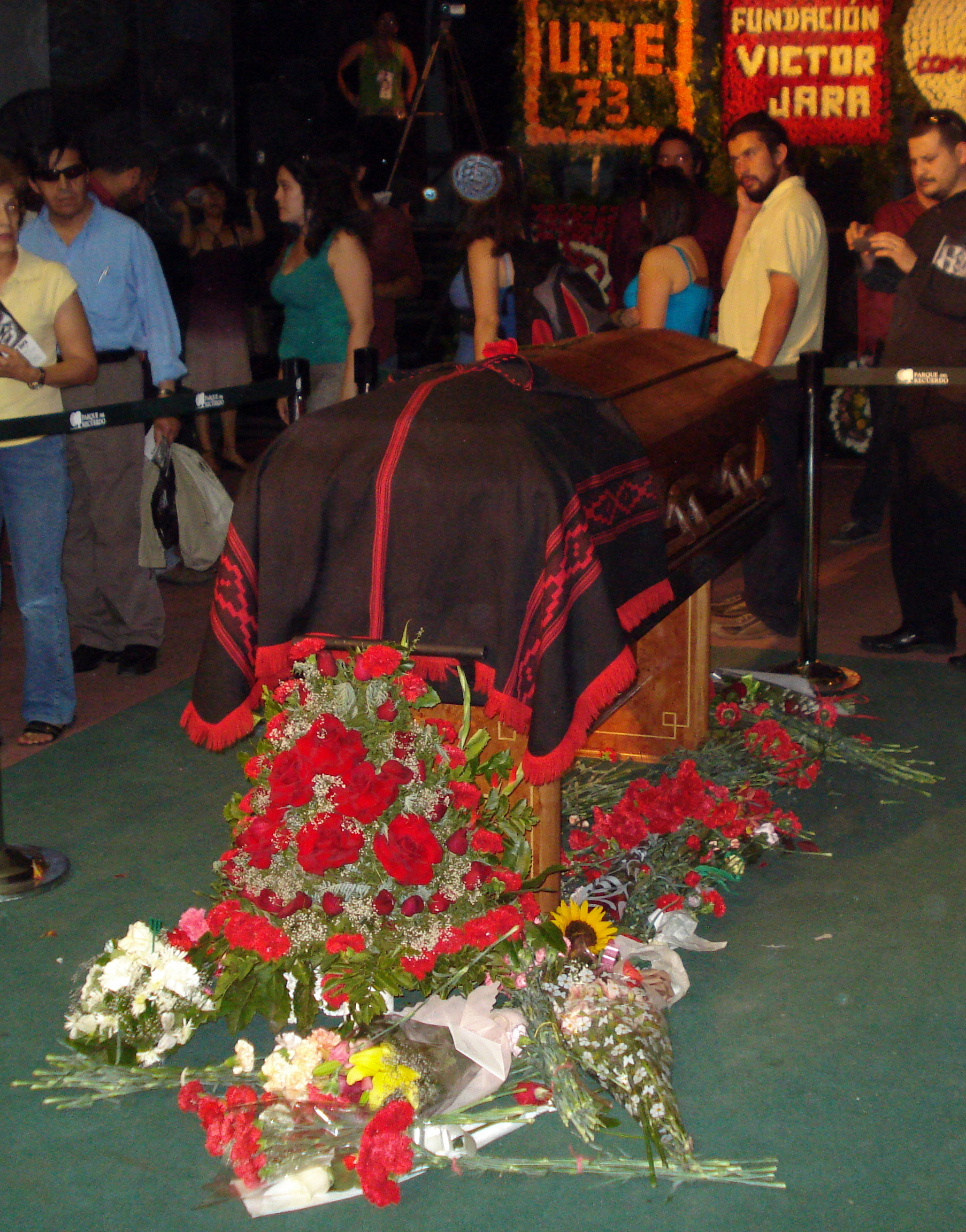
Velatorio de Víctor Jara, realizado en diciembre de 2009.

Bajo la autoridad del juez Juan Eduardo Fuentes Belmar, en 2007 se realizó una investigación sobre el asesinato de Víctor Jara destinada a buscar responsabilidades. Se acusó a José Paredes, autor confeso de algunos de los disparos (aunque después se retractó), y al coronel retirado Mario Manríquez, responsable del centro de detención, quedando fuera del procesamiento como responsable de la orden del asesinato, señalado por los familiares de Víctor Jara, así como por organizaciones defensoras de los derechos humanos. También fue señalado, por compañeros de cautiverio del músico, el excoronel Edwin Dimter Bianchi, conocido como El Príncipe.
A finales de 2012 el juez especial de la Corte de Apelaciones de Santiago, Miguel Vásquez, dictó resolución de enjuiciamiento contra los siete militares que en esa fecha estaban a cargo de los prisioneros confinados en el Estadio Chile.
Los encausados como autores del homicidio fueron Pedro Barrientos Núñez y Hugo Sánchez Marmonti y como cómplices Roberto Souper Onfray, Raúl Jofré González, Edwin Dimter Bianchi, Nelson Hasse Mazzei y Luis Bethke Wulf. Pedro Barrientos Núñez fijó en 1990 su residencia en Estados Unidos, por lo que el juez ordenó la captura internacional.
La descripción de los hechos que hace el auto judicial es la siguiente:

a) Que, el día 11 de septiembre de 1973, a raíz de la asunción del Gobierno Militar de facto, la entonces Universidad Técnica del Estado, fue sitiada por efectivos del regimiento Arica del Ejército de Chile, provenientes de la ciudad de La Serena.

b) Que dichas tropas procedieron, el día 12 de septiembre de 1973, previo disparos de proyectiles de diversa naturaleza, a ocupar sus dependencias y a la detención masiva de docentes, alumnos y personal administrativo que se encontraban en el establecimiento educacional; personas que luego fueron trasladadas en buses de locomoción colectiva hasta el entonces Estadio Chile (actual Estadio Víctor Jara), recinto que previamente había sido habilitado como centro de detención, con la coordinación del Comando de Apoyo Administrativo del Ejército de Chile y cuyo resguardo interior fue efectuado igualmente por efectivos provenientes de distintas unidades militares, entre ellos: el regimiento Tejas Verdes (de la ciudad de San Antonio), el regimiento Blindados n.º 2 (de Santiago), el regimiento Esmeralda (de la ciudad de Antofagasta) y el regimiento Maipo (de Valparaíso).
c) Que, entre los docentes aprehendidos, se encontraba el cantante popular y también investigador de dicha Universidad, Víctor Lidio Jara Martínez, quien ingresó al Estadio Chile junto con el referido grupo de detenidos, para posteriormente ser ubicado con estos en las graderías de dicho recinto deportivo.
d) Que, durante su detención, Víctor Jara Martínez fue reconocido por el personal militar instalado al interior del Estadio Chile, siendo separado del resto de los prisioneros, para ser llevado a otras dependencias ubicadas en los camarines, ocupadas como salas de interrogatorios y apremios, donde fuera agredido físicamente en forma permanente, por varios Oficiales.
e) Que, entre los días 13 y 16 de septiembre de 1973 se desarrollaron interrogatorios a detenidos al interior del Estado Chile, sin que ellos obedecieran a procedimientos judiciales y/o administrativos previos, algunos de los cuales fueron practicados por personal de la Segunda Fiscalía Militar de la época; y, entre otros, fue interrogado Víctor Lidio Jara Martínez.
f) Que, el día 16 de septiembre de 1973, se procedió al traslado de todos los detenidos del Estadio Chile, con excepción de Víctor Lidio Jara Martínez y de Littré Quiroga Carvajal, oportunidad en que se dio muerte a Víctor Lidio Jara Martínez, hecho que se produjo a consecuencia de, al menos, 44 impactos de bala, según se precisa en el respectivo informe de autopsia.
g) Que, el cadáver de Víctor Lidio Jara Martínez, junto con los cadáveres de otras tres personas más, fue encontrado por pobladores en los días posteriores, en las inmediaciones del Cementerio Metropolitano, en un terreno baldío cercano a la línea férrea, con signos evidentes de haber recibido golpes en el cuerpo y los impactos de bala detallados en el informe de autopsia.

El programa de televisión En la mira transmitió en mayo de 2012 un reportaje realizado por los periodistas Luis Narváez y Pedro Azócar: «¿Quién mató a Víctor Jara?», el que pasó a formar parte del auto de procesamiento. En una entrevista de este documental, Barrientos negó los hechos, afirmando que él nunca había estado en el Estadio Chile, no lo conocía y «no sabía lo que era el cantante Jara».
La viuda, Joan Turner, y las dos hijas de la pareja, Manuela Bunster y Amanda Jara, interpusieron una demanda contra Barrientos, que fue presentada en 2013 por el Centro de Justicia y Responsabilidad (Center for Justice and Accountability), con sede en San Francisco (California). El juicio civil comenzó el 27 de junio de 2016; durante este, un tribunal federal de Orlando (Florida), determinó que Barrientos, que había obtenido la ciudadanía estadounidense, era culpable de tortura y del asesinato extrajudicial de Víctor Jara, por lo que el jurado determinó que debería pagar una compensación por daños y perjuicios de 28 millones de dólares a la familia. A principios de julio de 2018 Chile reactivó la solicitud de extradición de Barrientos por el asesinato del cantautor y de Littré Quiroga, director de prisiones del gobierno de Allende.
El 3 de julio de 2018 la justicia chilena condenó a ocho de los militares: Hugo Sánchez, Raúl Jofré, Edwin Dimter, Nelson Haase, Ernesto Bethke, Juan Jara, Hernán Chacón y Patricio Vásquez; a penas de 15 años y un día en calidad de autores de los asesinatos de Víctor Jara y Littré Quiroga. Además, como autores del delito de secuestro simple de ambas víctimas, fueron sentenciados a tres años de presidio. Por otro lado, el exoficial Rolando Melo fue sentenciado a 5 años y un día de prisión como encubridor de los homicidios, y 61 días como encubridor de los secuestros.
El lunes 28 de agosto de 2023 la Corte Suprema de Chile ratificó las resoluciones judiciales anteriores. Uno de los condenados, el brigadier del Ejército retirado Hernán Chacón Soto, al conocer la sentencia ahora definitiva e inapelable de la Corte Suprema se suicidó el día 29 de agosto, antes de que pudiera ser detenido para ser llevado a la cárcel. Desde ese mismo lunes, la policía de investigaciones (PDI) intenta detener a los condenados, dos de los cuales, Raúl Jofré González y Nelson Haase Mazzei, aún se encuentran prófugos.

### Entierro y homenaje
Una vez finalizados los estudios forenses en noviembre de 2009, se realizó un acto de homenaje, del 3 al 5 de diciembre, permaneciendo los restos mortales del artista en la sede de la Fundación Víctor Jara y recibieron sepultura en el Cementerio General de Santiago en una procesión fúnebre que congregó a más de 12 000 personas. A diferencia del entierro, casi clandestino, llevado a cabo en 1973, después de su asesinato, el sepelio del 5 de diciembre de 2009, 36 años después de su asesinato, fue abierto y público.
Los actos de homenaje y entierro, como señaló la entonces directora ejecutiva de la Fundación Víctor Jara, Gloria Konig, constituyeron una demanda de «verdad y justicia para el artista y para todos los detenidos, desaparecidos y ejecutados políticos de Chile».
El 19 de enero de 2020 la tumba de Jara fue vandalizada, se sospechó que los responsables eran extremistas de derecha.

## Obras

### Teatro
Entre las obras dirigidas por Víctor Jara se encuentran:
- 1959 y 1963: Parecido a la felicidad, de Alejandro Sieveking.
- 1960: La mandrágora, de Maquiavelo.
- 1962 y 1964: Ánimas de día claro, de Sieveking.
- 1963: Los invasores, de Egon Wolff.
- 1963: Dúo, de Raúl Ruiz.
- 1965: La remolienda, de Sieveking.
- 1965: La maña, de Ann Jellicoe.
- 1966: La casa vieja, de Abelardo Estorino.

Obras en las que asistió a la dirección:
- 1960: La viuda de Apablaza, de Germán Luco Cruchaga, dirigida por Pedro de la Barra.
- 1961: La madre de los conejos, de Alejandro Sieveking, dirigida por Agustín Siré.
- 1963: El círculo de tiza, de Bertolt Brecht, dirigida por Atahualpa del Cioppo.
- 1966: Marat Sade, de Peter Weiss, dirigida por William Oliver.

### Discografía
Discos de estudio
- 1966: Víctor Jara
- 1967: Canciones folclóricas de América (con Quilapayún).
- 1967: Víctor Jara
- 1969: Pongo en tus manos abiertas...
- 1970: Canto libre
- 1971: El derecho de vivir en paz
- 1972: La población
- 1973: Canto por travesura

Discos grabados en vivo
- 1978: El recital
- 1996: Víctor Jara en México
- 1996: Víctor Jara habla y canta

Ediciones póstumas
- 1974: Víctor Jara / Manifiesto
- 1974: Te recuerdo, Amanda
- 1975: Víctor Jara. Presente
- 1975: Víctor Jara. Últimas canciones
- 1979: Víctor Jara
- 1984: An unfinished song (‘una canción inconclusa’)
- 1990: Canto a lo humano
- 1992: Todo Víctor Jara
- 1997: Víctor Jara presente (colección Haciendo Historia).
- 2001: Víctor Jara habla y canta
- 2001: Manifiesto
- 2001: Antología musical
- 2001: 1959-1969

## Reconocimientos póstumos

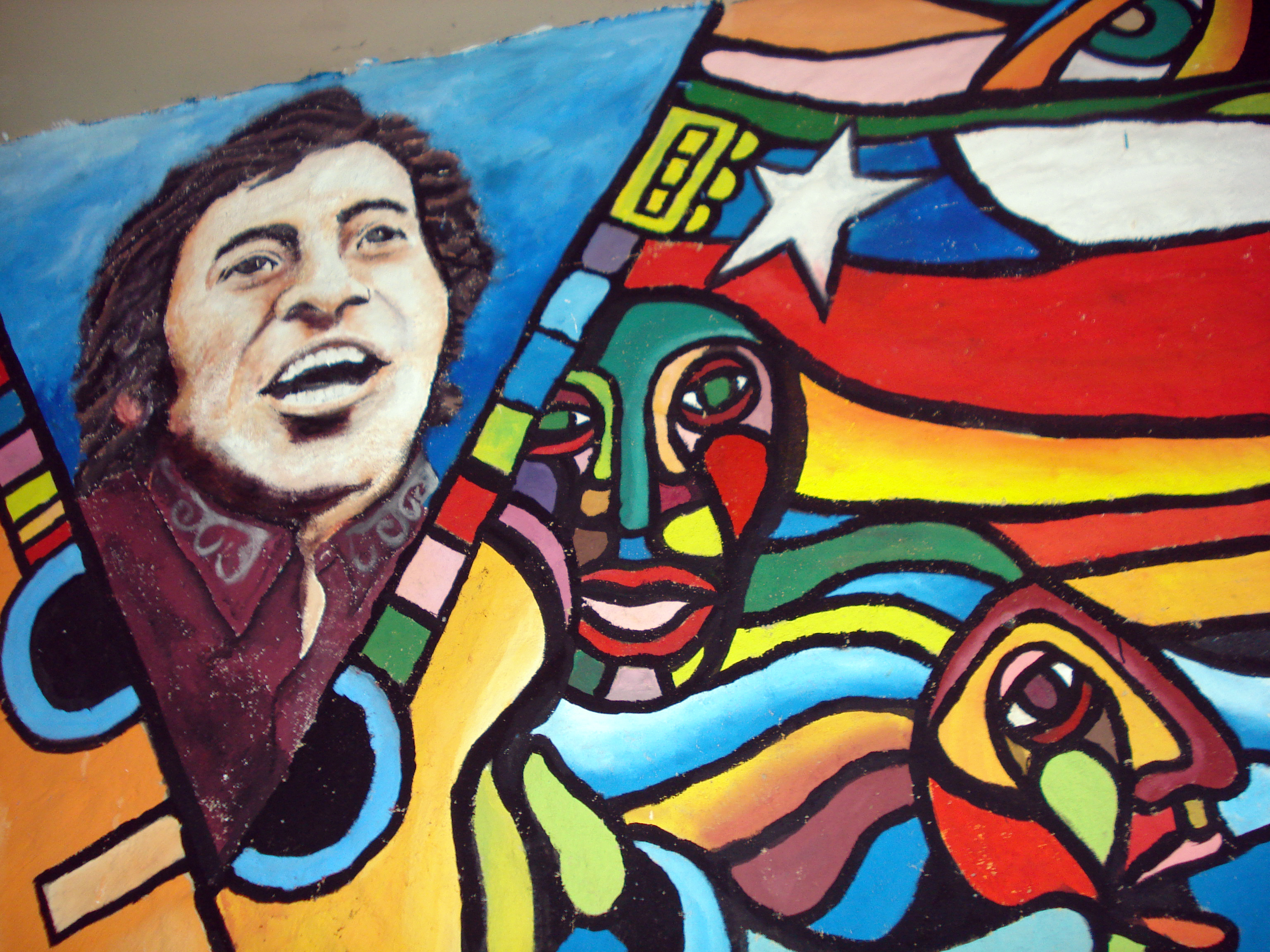
Mural a Víctor Jara realizado en el galpón que lleva su nombre.

- El 22 de septiembre de 1973, pocos días después del asesinato de Víctor Jara, el astrónomo y astrofísico soviético Nikolai Stepanovich Chernykh, en la ciudad científica de Nauchnyj (Crimea), bautizó como (2644) Victor Jara a un asteroide del cinturón principal descubierto por él.
- En un listado elaborado por la reconocida revista Rolling Stone, publicado el 3 de junio de 2013, se nombra a Víctor Jara como uno de los «15 rebeldes del rock & roll»,[49] siendo el único latinoamericano en integrar la lista.[50][51]
- Una goleta de pesca construida en 1917 en Dinamarca cambió su nombre por el del cantautor. Navega en eventos sociales y culturales, y cuando no está en alta mar está en el museo del puerto de Lübeck (Alemania).[52]
- El Teatro Víctor Jara, en el municipio de Santa Lucía de Tirajana, provincia de Las Palmas (España) fue inaugurado en abril de 1989 y está en la calle Víctor Jara s/n. Se construyó con la finalidad de ofrecer expresiones artísticas y culturales. Ofrece un espacio de exposición para las demandas de los colectivos sociales donde pueden ofrecer a la población sus trabajos en los diferentes campos de la cultura (música, teatro, fin de curso, carnaval, conferencias, Navidad y otros eventos).
- El grupo musical escocés Simple Minds dedicó su canción "Street Fighting Years"[53] del álbum homónimo (1989) a la memoria de Víctor Jara.
- James Dean Bradfield (vocalista y guitarrista de Manic Street Preachers) lanza en 2020 su segundo álbum solista Even in exile,[54] disco conceptual basado en la vida y la muerte de Víctor Jara.
- El 7 de septiembre de 2021 la Municipalidad de Estación Central aprobó el cambio de nombre de la Avenida Ecuador en el tramo ubicado entre la Alameda y la Avenida General Velásquez, renombrándola como «Avenida Víctor Jara» en honor al cantante que fue detenido en las cercanías del lugar en el marco del golpe de Estado de Chile de 1973, en el interior de la antigua Universidad Técnica del Estado (actualmente USACH).[55]
- El grupo musical Fleet Foxes incluyó una canción dedicada a Víctor titulada "Jara" en su álbum "Shore".
- Amaral en su disco dulce vita de 2025 incluye una canción dedicada a Víctor titulada "podría haber sido yo"

## En la cultura popular

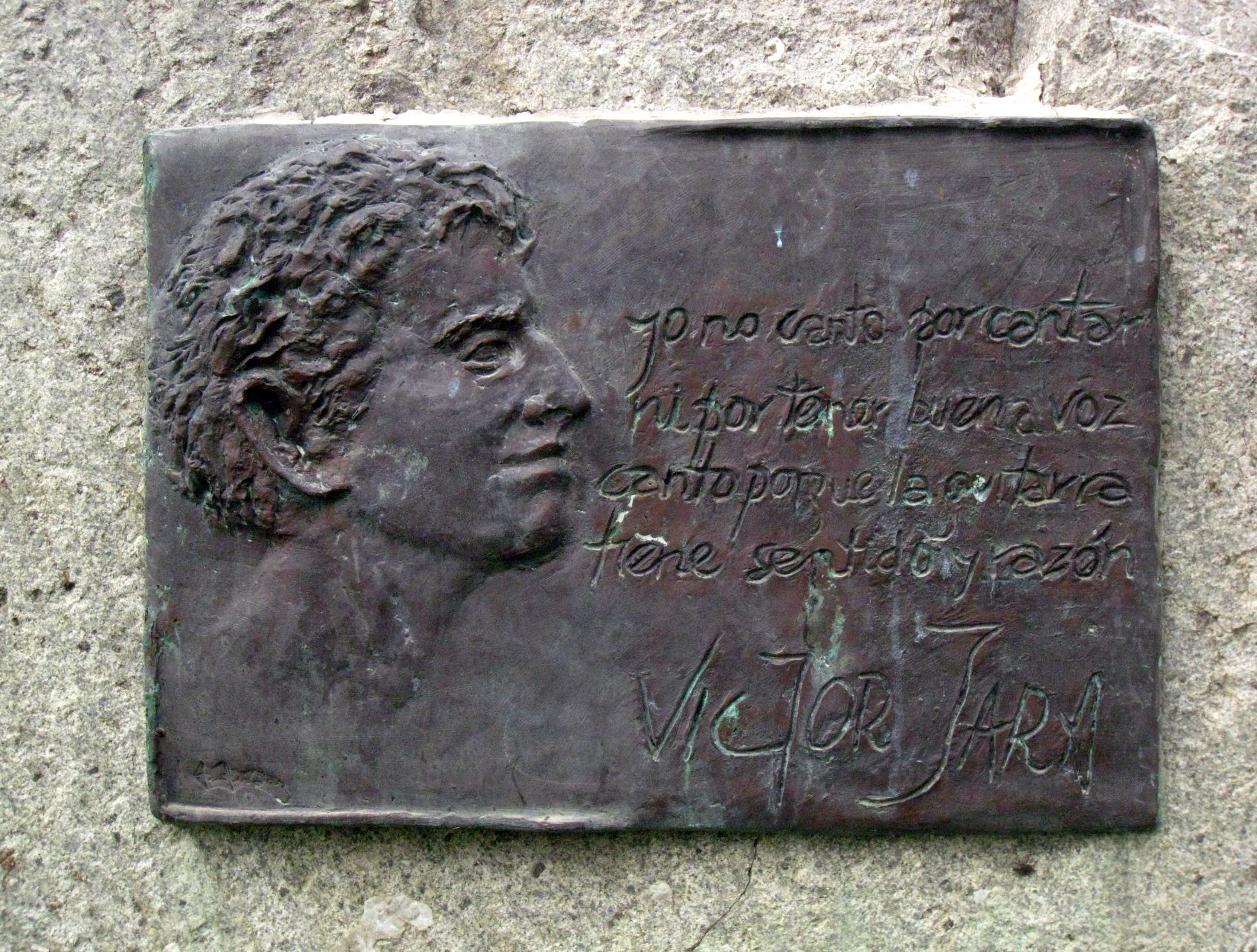
Placa en Barcelona en homenaje a Jara: «Yo no canto por cantar ni por tener buena voz. Canto porque la guitarra tiene sentido y razón».

Víctor Jara creó, grabó y editó una extensa obra musical. Tras su asesinato a manos de los militares golpistas que derrocaron al gobierno del presidente Salvador Allende el 11 de septiembre de 1973, siguió editando y vendiendo a lo largo de todo el mundo, en especial en países habla hispana. 
La relevancia de su figura artística y su trágica muerte han dado pie para que muchos cantantes y grupos musicales le dediquen canciones. Jara ha inspirado a múltiples artistas hispanohablantes contemporáneos, y en particular a músicos. Por ejemplo la carta póstuma de Ángel Parra, con fuerte contenido político referido a los hechos ocurridos en Chile a raíz del golpe de Estado. La carta fue redactada en París en diciembre de 1987, mientras Parra se encontraba en el exilio.
En 2013 la compañía de teatro La Otra Zapatilla de Concepción, estrena la obra Víctor, un canto para alcanzar las estrellas. Ganadora del premio Ceres a mejor obra de teatro y luego participa en el festival Santiago a mil.
También reciben su nombre distintas edificaciones a lo largo de Chile; entre ellas, la más simbólica y relevante es el estadio donde fue asesinado, antiguo Estadio Chile, que se llama Estadio Víctor Jara. Un ejemplo fuera de las fronteras chilenas es el teatro del municipio de Santa Lucía de Tirajana en la isla de Gran Canaria (Canarias, España) recibe el nombre de Víctor Jara.
Desde 1993, la Fundación Víctor Jara, una organización sin fines de lucro, se ha hecho cargo de los derechos de autor de Víctor, para organizar y difundir de manera apropiada y artística válida los trabajos del director y cantautor, ya por iniciativa propia o por de terceros, como el Galpón Víctor Jara, un centro artístico-cultural que funcionó en la calle Huérfanos 2146 (barrio Brasil, en Santiago Centro) desde 2002 hasta 2013.
En la revuelta popular chilena de 2019, la canción "El derecho de vivir en paz" fue una de las más reproducidas en la plataforma Spotify y fue utilizada ampliamente en las calles para exigir justicia social y repudiar la acción de militares y policías comandadas por el gobierno de Sebastián Piñera, mostrando su vigencia en la memoria histórica casi 50 años después de su asesinato.

### Música
La relevancia de la figura artística del cantautor y director teatral chileno Víctor Jara, y su trágica muerte, han dado pie para que muchos cantantes y grupos musicales le dediquen canciones y álbumes musicales una recopilación de ellas se puede ver en Canciones homenaje a Víctor Jara.

### Películas y documentales
- 1973: El tigre saltó y mató, pero morirá… morirá…, dirigida por Santiago Álvarez; Cuba.
- 1974: Compañero: Víctor Jara of Chile, dirigida por Stanley Foreman y Martin Smith (documental); Reino Unido.
- 1976: Il pleut sur Santiago (Llueve sobre Santiago), protagonizada por André Dussollier, dirigida por Helvio Soto; música de Astor Piazzolla; Francia.
- 1978: April Hat 30 Tage, dirigida por Gunther Scholz; Alemania.
- 1978: El cantor, dirigida y protagonizada por Dean Reed, escrita por Wolfgang Ebeling; Alemania.
- 1999: El derecho de vivir en paz (documental, en DVD), dirigido por Carmen Luz Parot; Chile.
- 2001: Freedom highway: songs that shaped a century, dirigida por Philip King; Estados Unidos.
- 2005: La tierra de las 1000 músicas, episodio 6: «La protesta», dirigida por Luis Miguel y González Cruz; España.[58]
- 2007: La funa de Víctor Jara, dirigida por Nélida D. Ruiz de los Paños y Cristián Villablanca R. Documental en coproducción con TV3 Cataluña (España), Paral·lel 40, Cristián Villablanca y Nélida D. Ruiz de los Paños; España/Chile.
- An unfinished song (Una canción inacabada), tentativamente dirigida por Emma Thompson, protagonizada por Antonio Banderas. Inspirada en el libro Víctor Jara, un canto truncado, de Joan Jara. Aún sin realizar.
- 2019: Masacre en el estadio, documental de Netflix.[59]

### Libros
- Víctor Jara, un canto truncado, de Joan Jara.
- "La Vida es eterna" Biografía de Víctor Jara, de Mario Amorós.